# نانو (لاعب كرة قدم)
نانو هو لاعب كرة قدم برتغالي في مركز الهجوم، ولد في 17 مايو 1994 في قلمرية في البرتغال. لعب مع نادي ماريتيمو.

## وصلات خارجية
- نانو على موقع اتحاد تركيا (لاعب) (الإنجليزية)
- نانو على موقع الدوري الأمريكي (الإنجليزية)
- نانو على موقع إي إس بي إن إف سي (الإنجليزية)
- نانو على موقع قاعدة بيانات كرة القدم.إي يو (الإنجليزية)
- نانو على موقع ليكيب (الفرنسية)
- نانو على موقع ناشيونال فوتبول تيمز (الإنجليزية)
- نانو على موقع Soccerway.com (الإنجليزية)
- نانو على موقع AS.com (الإسبانية)